# キャビンクリークの戦い
キャビン・クリークの戦い（キャビン・クリークのたたかい、英: Battle of Cabin Creek）は、インディアン準州チェロキー族の領土にあったキャビン・クリークで戦われた戦闘であり、南北戦争中の1863年と1864年の2度発生した。その場所はテキサス道路がキャビン・クリークと交わる所であり、現在のビッグキャビンの町に近い。2回の戦闘とも、南軍が北軍の輜重隊の動きを妨げるために仕掛けられた。
最初の戦闘は1863年7月、ギブソン砦に向かっていた北軍輜重隊を南軍の分遣隊が襲撃したものである。南軍は北軍の分遣隊を止めることができず、その月後半に行われたハニースプリングスの戦いで北軍が勝利する要因になった。2度目の戦闘は1年後の1864年9月、再度南軍が北軍の輜重隊を襲ったものであり、南軍はラバ、荷車、物資合わせて100万ドル以上に相当するものを捕獲した。しかし、戦争の行方に戦略的な影響を与えるには遅すぎた。南軍の将軍でチェロキー族出身のスタンド・ワティーが2回とも襲撃を率いた。

## 第一次キャビン・クリークの戦い
第一次キャビン・クリークの戦いは1863年7月1日から2日に、	現在のオクラホマ州メイズ郡で起こった。スタンド・ワティー大佐の指揮する南軍が、ジェイムズ・M・ウィリアムズ大佐の率いた北軍物資補給部隊を待ち伏せしようとした。ウィリアムズはこの攻撃の警告を受けており、クリークが雨で膨れ上がっていたにも拘わらず、塹壕に入った南軍陣地に攻撃を掛けて成功し、南軍を逃亡させた。この戦闘はアフリカ系アメリカ人兵士が白人兵とともに戦った最初の戦闘となった。

### 背景
ジェイムズ・M・ウィリアムズ大佐は、カンザス州スコット砦からオクラホマ州（当時はインディアン準州）ギブソン砦まで北軍の輜重隊を護衛していく任務を与えられた。その部隊はテキサス道路を行軍し、部隊構成はコロラド第2歩兵連隊、ウィスコンシン第3志願騎兵連隊、カンザス第6志願騎兵連隊、カンザス第9志願騎兵連隊、インディアン準州軍第3連隊、コロラド第1歩兵連隊、カンザス第2砲兵隊の各分遣隊から構成されていた。
南軍のスタンド・ワティー大佐は北軍ウィリアムズの物資補給部隊を待ち伏せしようと考え、キャビン・クリークの渡しで1,600名ないし1,800名の兵士を伏せさせた。南軍はウィリアム・L・キャベル准将の率いる1,500名が戦闘前に合流して補強されるはずだったが、グランド川の水位が上がったためにキャベルの部隊は遅れていた。

### 戦闘
ウィリアムズは7月1日に川の渡しに到着し、捕虜にした南軍兵からワティー隊の意図を知った。ワティーの前線は渡しの両側1マイル (1,600 m) ほどに伸び、クリークの岸にある灌木沿いに掘られた塹壕に入っていた。クリークの水位が異常に高く、肩を越える高さになっていたので、ウィリアムズは翌日まで南軍への攻撃を遅らせることを選び、近くの草原に荷車で防御する円陣を組ませた。
ウィリアムズは1時間半の砲撃を命じ、その後にインディアン準州軍第3連隊で襲撃を掛けさせた。クリークの水位は腰まで下がっていたが、この部隊は南軍の激しい銃火のためにクリークを渡れずに押し返された。続いてカンザス第1有色人歩兵連隊の援護により、カンザス第1騎兵連隊が突撃を命じられた。この騎兵隊が橋のクリークの対岸まで進んだので、ウィリアムズは自隊であるカンザス有色人歩兵連隊を率い、向こう見ずにクリークを横切り、灌木まで突っ込んだ。このことで南軍が後退し、ウィリアムズは南軍を追って4分の1マイル (400 m) 前進したが、南軍は開けた場所で集合しようとしていた。その後ウィリアムズは輜重隊を援護してギブソン砦まですすみ、無事補給を果たした。南軍の損失は戦死が65名に上り、北軍は戦死が3名から23名の間、30名が負傷となった。

### 戦闘による影響
この戦闘で北軍によるインディアン準州の支配を継続することが可能となり、さらに後のハニースプリングスの戦い（7月17日）やスミス砦の戦い（7月31日）に勝利することになった。この戦闘から間もなく、北軍はテキサス道路沿いにキャビン・クリーク渡しのものを含め防衛のための前進基地を構築した。この戦闘はアフリカ系アメリカ人兵士（カンザス第1有色人歩兵連隊）が白人兵とともに戦った最初の戦闘となったという特徴がある。2007年7月7日には、カンザス第1有色人歩兵連隊のための記念碑が戦場跡に建てられた。

## 第二次キャビン・クリークの戦い
第二次キャビン・クリークの戦いは、南軍のスタンド・ワティー准将（第一次キャビン・クリークの戦い後に大佐から准将に昇進されていた）によって考案された作戦の一部だった。その作戦は、インディアン準州からカンザス州中央部を攻撃するものであり、北軍施設を襲撃し、カンザス州西部のインディアンにはカンザス州東部への攻撃に加わるよう奨励するものだった。ワティーは1864年2月5日に上官であるS・B・マクシー将軍にその作戦を提出した。マクシーは攻撃が10月1日までに始まり、既にスターリング・プライス将軍が計画していたミズーリ州攻撃と時を同じくするという条件で、その作戦を承認した。

### 準備
リチャード・モンゴメリー・ガノ准将とワティーは1864年9月13日にチョクトー族領土のキャンプ・パイクで会合し次の遠征のための作戦を練った。ガノはテキサス州の南軍数部隊を指揮しており、この作戦で共同指揮者としてワティーに協力することに合意していた。しかしワティーは、テキサス兵の大半が、その同盟部族を含めインディアンを全て憎んでおり、南軍でワティーが昇進したことを不満に思っていることを知っていた。ある証言に拠れば、「テキサス第29騎兵連隊のチャールズ・デモース大佐はワティーの下で仕えることを拒んだ」とされている。それ故にワティーは遠征の指揮官をガノに委ねていた。ガノもマクシーもワティーの団結のためのこの行動を称賛した。さらにガノは南軍の将軍としてワティーより上位にあった。ワティーは約800名の兵士で構成されるインディアン旅団を指揮し続けることになった。ガノの旅団はテキサス騎兵隊と砲兵隊で構成され、約1,200名いた。
襲撃は9月12日スコット砦を出発した輜重隊を標的にした。その隊は家から逃げ出しギブソン砦近くで宿営しているインディアンのための物資や食料を運んでいた。ヘンリー・ホプキンス少佐が指揮していた。護衛はカンザス第二騎兵隊の80名、カンザス第6騎兵隊の50名、カンザス第14騎兵隊の130名、合計260名で構成されていた。カンザス州のバクスタースプリングスで北軍寄りのチェロキー族100名の集団が加わったが、その半分は後衛となるためにネオ所川の合流点に残った。その護衛は、途中でキャビン・クリークを本拠にするインディアン第2連隊のチェロキー族170名と、ギブソン砦からの第3インディアン連隊のチェロキー族140名で補強されることになっていた。
ホプキンス少佐はできるだけ早くキャビン・クリークまで輜重隊を動かし、次の命令を待つよう伝言を受け取った。その伝言ではジョン・A・フォアマン少佐が6個中隊と2門の榴弾砲を率いて、救援隊として向かっているとも伝えていた。輜重隊は9月18日午後にキャビン・クリークの駅に到着した。

### フラットロック攻撃
9月16日、南軍は輜重隊が来るのを待っているときに、フラットロック・クリークとグランド川の合流点近くで、フラットロックで干し草づくりを行っていた黒人北軍兵の分遣隊に遭遇した。そこは現在のワゴナー川北東に5マイル (8 km)、ギブソン砦からは北西に15マイル (24 km) の位置にあった。北軍はE・A・バーカー大佐がカンザス第2騎兵隊の小集団とカンザス第1有色人歩兵連隊の分遣隊を率いて作業を護衛しており、間もなく全方位から囲まれ攻撃された。バーカーは苦し紛れに兵士に馬に乗って囲みを破るよう命令した。突破を試みた65名の内15名のみが砦まで行きついた。北軍は干し草づくりの道具を全て失い、数百トンの干し草も得られず、捕虜を含め100名以上の損失を出した。黒人兵の多くがテキサス兵に殺されたという未確認報告書があった。この殺害によってある歴史家は、ワティーによるこの戦争での悪名高い行動3つの1つと呼ばせることになった。

### 南軍の攻撃
第二次キャビン・クリークの戦いは1864年9月19日午前1時に始まった。南軍はテキサス部隊が左翼を、インディアン旅団が右翼をカバーして進んだ。北軍が発砲し始めた後、南軍の大砲が応えた。一斉射撃がラバを驚かせ逃げ出させた。ラバはその荷車を曳いたままになっていた。あまりに怯えたので崖からキャビン・クリークに落ちたラバもいた。御者達がラバの多くをその引き綱から切り離すことができた。彼らはラバに飛び乗り、浅瀬を乗り切って安全な地帯に逃げた。
太陽が昇って北軍の陣地が露わになった。ガノはその砲兵隊の一部を右翼に動かし、それで輜重隊を十字砲火の中に捉えた。チェロキー族の2個連隊がクリークを渡って、暗闇の中で逃げ出していた荷車を捉えた。ガノ自身が率いていたテキサス部隊が北軍の側面を攻撃し、守備隊を追い返して、クリークに沿った森の底に散らばらせた。午前9時までに、北軍は潰走を始めていた。ホプキンス少佐はギブソン砦まで逃亡し、フォアマン少佐の救援隊に会って輜重隊を取り返せることを期待していた。しかし、救援隊を見つけられずギブソン砦で敗北の知らせが入るのを耐え続けた。

### 結果
ワティーとガノ准将が率いた南軍は、北軍の荷車、ラバ、兵站物資その他必要な物品合わせて約100万ドルに相当するものを手に入れた。具体的にラバは740頭、荷車は130両あった。ワティーとその兵士は、アメリカ連合国大統領ジェファーソン・デイヴィスや連合国議会にその成功を称賛された。しかし、この戦闘の勝利もインディアン準州における南北戦争の行方には大きな影響を与えられなかった。

## 戦場の保存
ジョセフ・マーティンという若いチェロキー族が1840年にキャビン・クリークの土地を取得した。ここはその後の20年間で10万エーカー (400 km²) 以上を含むものに発展したペンサコーラと名付けた牧場の本部になった。1860年までにマーティンはその敷地内テキサス道路沿いに駅も開発し、テキサスに向かう旅人が食料を購入し、荷車を修理できるようにした。この土地の一部がキャビン・クリークの戦場になった。
この2つの戦闘の跡を保存することは、1958年までほとんど興味を呼ばなかった。この年、アメリカ連合国の娘たち連合のビニータ支部が10エーカー (40,000 m²) の土地を購入することを決め、そこが戦場跡の中核と考えられている。この団体が土地所有者に土地の購入提案を持ち掛け、300ドルで合意した。ビニータ支部はその後の3年間で資金を集め、1961年に買収を完了した。彼らは同年後半にその土地をオクラホマ歴史協会に寄付した。
この同じ支部が、1864年に南軍が勝利してから100周年を祝う記念碑を寄付した。オクラホマ歴史協会は公園の中に円形の道路を造り、両軍の戦闘した場所を示す小さな記念碑を幾つか追加した。公園に関する興味は長い年月の間に衰え、保守が無視されていた。多くの記念碑は荒らされていた。
1992年、オクラホマ歴史協会とグランドレイク商工会議所が共同して、戦闘の再現を後援した。これは成功だったと見なされ、約15,000人の観衆を呼び、再現に参加した人は国内の多くの場所から来ていた。大衆の反応に激励されて、オクラホマ歴史協会は戦闘再現を3年に一度繰返すことを提案した。「キャビン・クリークの戦場跡の友人たち」という名の非営利団体が結成されて、公園を清掃し、損傷した記念碑を修理し、ゴミ箱や公園のベンチを追加した。日中のみ利用できる方針が執行され、1年365日、公園のゲイトは朝に開錠され、夕方に施錠されている。
南北戦争信託が2011年にさらに90エーカー (360,000 m²) の土地を追加購入し、公園は第一次キャビン・クリークの戦いが行われた戦場の大半をカバーしている。2013年9月時点で信託はその投資に見合う資金集め運動を始めた。地元新聞が、戦争を悪化させたインディアン部族間の抗争などを解説する道と展示のようなさらなる改良が必要だと報じた。新聞の記事は『第三次キャビン・クリークの戦い』と題されていた。

## 原註
1. ↑  その場所は現在のオクラホマ州北東部、クレイグ郡とメイズ郡にある
2. ↑  テキサス道路はオセージ・トレイス、オセージ・トレイル、移民道路、軍事道路とも呼ばれる
3. ↑  北軍の護衛兵のみ
4. ↑  ガノは配下の負傷者数を報告していたが、ワティーは報告しなかった
5. ↑  ハンコックは、この遭遇が「フラットロックの戦い」と呼ばれることがあると記した